# Pờ Ê
Pờ Ê là một xã thuộc huyện Kon Plông, tỉnh Kon Tum, Việt Nam.
Xã Pờ Ê Pờ Ê có diện tích 111,5 km², dân số là 2.114 người, mật độ dân số đạt 19 người/km².